# Prethopalpus attenboroughi
Prethopalpus attenboroughi  (лат.) — вид мелких аранеоморфных пауков из семейства Oonopidae надсемейства Dysderoidea. Длина около 1 мм. Большая часть тела и ноги белые. Глаза редуцированы до 6 мелких точек. Брюшко цилиндрической формы. Эндемик Австралии. Обнаружен на острове Хорн (в Торресовом проливе, между штатом Квинсленд и островом Новая Гвинея). Новый вид был открыт и описан в 2012 году арахнологом Барбарой Бэр (Barbara Baehr; сотрудник музея Квинсленда Queensland Museum) и  Марком Харви (Mark Harvey), руководителем отделения наземной зоологии Музея Западной Австралии (West Australian Museum) и был назван в честь известного английского телеведущего и натуралиста Сэра Дэвида Аттенборо за его большой вклад в популяризацию науки и раскрытие красоты биологического разнообразия.